# Atletica leggera ai XVII Giochi paralimpici estivi - Lancio della clava F32 femminile
Ai XVII Giochi paralimpici estivi la competizione del lancio della clava femminile F32 si è svolta il 30 agosto 2024 presso lo Stade de France di Parigi.

## Situazione pre-gara

### Record
Prima di questa competizione, il record del mondo, il record paralimpico e i record continentali erano i seguenti.
| Record              | Prestazione | Atleta                                     | Data e luogo                               | Competizione                               |
| ------------------- | ----------- | ------------------------------------------ | ------------------------------------------ | ------------------------------------------ |
| Record mondiale     | 28,77 m     | Roza Kozakowska Polonia                    | 14 giugno 2024 Cracovia, Polonia           |                                            |
| Record paralimpico  | 28,74 m     | Roza Kozakowska Polonia                    | 27 agosto 2021 Tokyo, Giappone             | XVI Giochi paralimpici estivi              |
| Record africano     | 27,98 m     | Maroua Ibrahmi Tunisia                     | 27 giugno 2022 Tunisi, Tunisia             | Tunis International Meeting                |
| Record panamericano | 26,66 m     | Wanna Helena Brito Oliveira Brasile        | 17 maggio 2024 Kōbe, Giappone              | Campionati mondiali paralimpici 2024       |
| Record asiatico     | 22,88 m     | Parastoo Habibi Iran                       | 24 ottobre 2024 Hangzhou, Cina             | IV Giochi para-asiatici                    |
| Record europeo      | 28,77 m     | Roza Kozakowska Polonia                    | 14 giugno 2024 Cracovia, Polonia           |                                            |
| Record oceaniano    | 15,40 m     | Record vacante. Prestazione minima 15,40 m | Record vacante. Prestazione minima 15,40 m | Record vacante. Prestazione minima 15,40 m |

### Campionesse in carica
Le campionesse in carica a livello mondiale erano le seguenti.
| Campionessa | Atleta                              | Prestazione | Data e luogo                   | Competizione                         |
| ----------- | ----------------------------------- | ----------- | ------------------------------ | ------------------------------------ |
| Paralimpica | Roza Kozakowska Polonia             | 28,74 m     | 27 agosto 2021 Tokyo, Giappone | XVI Giochi paralimpici estivi        |
| Mondiale    | Wanna Helena Brito Oliveira Brasile | 26,66 m     | 17 maggio 2024 Kōbe, Giappone  | Campionati mondiali paralimpici 2024 |

### La stagione
Prima di questa gara, le atlete con le migliori tre prestazioni mondiali dell'anno erano:
| Pos. | Atleta                              | Prestazione | Data e luogo                      |
| ---- | ----------------------------------- | ----------- | --------------------------------- |
| 1    | Roza Kozakowska Polonia             | 28,77 m     | 14 giugno 2024 Cracovia, Polonia  |
| 2    | Wanna Helena Brito Oliveira Brasile | 27,89 m     | 19 aprile 2024 San Paolo, Brasile |
| 3    | Maroua Ibrahmi Tunisia              | 26,60 m     | 17 maggio 2024 Kōbe, Giappone     |

## Risultati

### Finale
La finale diretta si è tenuta il 30 agosto a partire dalle 18.00.
| Pos     | Atleta                            | Nazionalità                 | 1ª prova | 2ª prova | 3ª prova | 4ª prova | 5ª prova | 6ª prova | Risultato | Note                                     |
| ------- | --------------------------------- | --------------------------- | -------- | -------- | -------- | -------- | -------- | -------- | --------- | ---------------------------------------- |
| Oro     | Roza Kozakowska                   | Polonia                     | 31,30 m  | 29,70 m  | r        |          |          |          | 31,30 m   | Record mondiale                          |
| Argento | Maroua Ibrahmi                    | Tunisia                     | 22,79 m  | 27,78 m  | 27,33 m  | 26,09 m  | 25,84 m  | 29,00 m  | 29,00 m   | Record africano                          |
| Bronzo  | Parastoo Habibi                   | Iran                        | 24,31 m  | 23,72 m  | 26,29 m  | 22,37 m  | 25,54 m  | 26,06 m  | 26,29 m   | Record asiatico                          |
| 4       | Giovanna Boscolo Castilho Goncalv | Brasile                     | 20,04 m  | 17,44 m  | 26,01 m  | 22,56 m  | 21,80 m  | 17,07 m  | 26,01 m   |                                          |
| 5       | Anastasija Moskalenko             | Ucraina                     | 23,66 m  | 25,08 m  | 21,50 m  | 24,58 m  | 23,97 m  | 24,87 m  | 25,08 m   | Miglior prestazione personale            |
| 6       | Wanna Helena Brito Oliveira       | Brasile                     | 23,00 m  | 20,14 m  | 18,74 m  | 23,47 m  | 22,17 m  | 22,31 m  | 23,47 m   |                                          |
| 7       | Marilu Romina Fernandez           | Argentina                   | 20,14 m  | 21,59 m  | 18,13 m  | 20,41 m  | 21,11 m  | 20,53 m  | 21,59 m   |                                          |
| 8       | Maxliyo Akramova                  | Uzbekistan                  | 19,63 m  | 20,41 m  | 20,78 m  | 18,84 m  | 19,83 m  | 18,74 m  | 20,78 m   |                                          |
| 9       | Noura Alktebi                     | Emirati Arabi Uniti         | 12,07 m  | 17,31 m  | 17,79 m  | 17,85 m  | 17,29 m  | 20,69 m  | 20,69 m   |                                          |
| 10      | Thekra Alkaabi                    | Emirati Arabi Uniti         | 19,28 m  | 20,29 m  | 16,50 m  | 15,69 m  | 19,40 m  | 18,77 m  | 20,29 m   |                                          |
| 11      | Evgenija Galaktionova             | Atleti Paralimpici Neutrali | 18,29 m  | 20,28 m  | 17,88 m  | 15,75 m  | 19,63 m  | 19,38 m  | 20,28 m   | Miglior prestazione personale stagionale |
| 12      | Oumaima Oubraym                   | Marocco                     | 16,86 m  | 11,55 m  | 16,82 m  | 18,82 m  | 17,98 m  | 6,32 m   | 18,82 m   |                                          |
| 13      | Mounia Gasmi                      | Algeria                     | x        | 15,80 m  | 16,24 m  | 18,01 m  | 18,66 m  | 17,64 m  | 18,66 m   |                                          |
| 14      | Rosemary Little                   | Australia                   | x        | 4,71 m   | 8,77 m   | x        | 16,65 m  | x        | 16,65 m   | Record oceaniano                         |
| 15      | Nargiza Safarova                  | Atleti Paralimpici Neutrali | 12,74 m  | 14,24 m  | 14,37 m  | 14,75 m  | 15,13 m  | 15,35 m  | 15,35 m   | Miglior prestazione personale            |
| 16      | Sarah Clifton-Bligh               | Australia                   | 14,70 m  | 14,31 m  | 13,84 m  | 9,17 m   | 9,40 m   | 13,37 m  | 14,70 m   |                                          |